# Agenor (Sohn des Aigyptos)
Agenor (altgriechisch Ἀγήνωρ Agḗnōr) ist in der griechischen Mythologie einer der fünfzig Söhne des Aigyptos. 
Er ist in der Bibliotheke des Apollodor der Bräutigam der Danaide Kleopatra, während er bei Hyginus Mythographus der Bräutigam der Euippe ist. Wie fast alle seine Brüder wird er in der Hochzeitsnacht von seiner Braut getötet.
In der Bibliotheke ist Euippe die Gattin des Argios und eine zweite Euippe Gattin des Imbros, während bei Hyginus die Kleopatra Gattin des Metalkes ist.